# Hans Vogel (Kunsthistoriker)
Hans Martin Erasmus Vogel (* 29. Juli 1897 in Stettin; † 14. August 1973 in Braunlage) war ein deutscher Kunsthistoriker.

## Leben
Hans Vogels Vater war Kaufmann in Stettin, sein Großvater Ernst Vogel war Lehrer und Abgeordneter in der Frankfurter Nationalversammlung. Vogel besuchte das humanistische Gymnasium in Stettin bis zum Abitur 1916 und nahm dann bis 1918 als Vizefeldwebel am Ersten Weltkrieg teil und wurde schwer verwundet. 1919 bis 1923 studierte er zunächst Staatswissenschaften in Greifswald, Leipzig, München und Wien und schloss 1923 mit dem Dr. rer. pol. in Wien ab, von 1923 bis 1925 dann Kunstgeschichte in Marburg und Leipzig und schloss mit dem Dr. phil. bei Wilhelm Pinder in Leipzig ab. 1925/26 war er Volontär am Kunstgewerbemuseum in Leipzig, 1926/27 kunstgeschichtlicher Lexikonredakteur im Brockhaus-Verlag in Leipzig. Von März bis Oktober 1927 war er für die Einrichtung eines Kunstgewerbe- und Heimatmuseums in Zeulenroda tätig und 1928/29 Assistent am Städtischen Museum Halle. 
Von 1929 bis 1932 lehrte er als Dozent für Kunstgeschichte an der Staatliche Kunstakademie Kassel. 1932 bis 1934 war er unbezahlter Assistent an den Staatlichen Kunstsammlungen Kassel, seine Weiterbeschäftigung war wegen der „nichtarischen Abstammung“ seiner Ehefrau Susanne, geb. Neißer (Tochter von Ernst Neißer), nicht möglich. 1934/35 war er für die Inventarisation der Kunstdenkmäler von Hohenzollern in Sigmaringen tätig und versuchte vergeblich zu emigrieren. 1936 bearbeitete er die Bibliothek und Kupferstichsammlung von Friedrich Heinrich Prinz von Preußen in Kamenz, ab 1937 war er kaufmännischer Angestellter in der Vermögensverwaltung des Prinzen. 1945 Verfolgung und Flucht vor der Gestapo wegen seiner sog. „Mischehe“. 
Von 1946 bis 1961 war er Direktor der Staatlichen Kunstsammlungen Kassel.

## Veröffentlichungen (Auswahl)
- Schleiermachers Staats- und Gesellschaftslehre. Dissertation Wien 1923.
- Stettiner Baumeister der zweiten Hälfte des 18. Jahrhunderts. Dissertation Leipzig 1925.
- Deutsche Baukunst des Klassizismus. Gebr. Mann, Berlin 1937.
- mit Friedrich Hossfeld: Die Kunstdenkmäler Hohenzollerns. 1. Band: Kreis Hechingen. Holzinger, Hechingen 1939.
- Pommern (= Karl Friedrich Schinkel Lebenswerk 7). Deutscher Kunstverlag, Berlin 1952.
- Katalog der Staatlichen Gemäldegalerie zu Kassel. Kassel 1958.